# Elecciones federales de México de 2012
Las elecciones federales de México de 2012 se llevaron a cabo en México el domingo 1 de julio de 2012 organizadas por el Instituto Federal Electoral (IFE). En ellas se renovaron los siguientes cargos a nivel federal:
- Presidente de la República. Jefe de Estado y de gobierno de México, electo para un periodo de seis años sin posibilidad de reelección, que comenzaría su gobierno el 1 de diciembre de 2012. El candidato electo fue Enrique Peña Nieto.

- 128 Senadores. Miembros de la cámara alta del Congreso de la Unión, 3 por cada estado de la federación y por el Distrito Federal (2 correspondientes a la mayoría relativa y 1 otorgado a la primera minoría), electos de manera directa y 32 por una lista nacional, todos ellos por un periodo de seis años que comenzará el 1 de septiembre de 2012.

- 500 Diputados Federales. Miembros de la cámara baja del Congreso de la Unión, 300 elegidos por mayoría en cada distrito uninominal y 200 elegidos por un sistema de 5 listas nacionales, una por cada una de las 5 circunscripciones en las que se divide el país; todos para un periodo de tres años que comenzará el 1 de septiembre de 2012.

El IFE declaró formalmente iniciado el proceso el 7 de octubre de 2011.

## Elecciones internas de candidatos a la presidencia de los partidos políticos

### Partido Acción Nacional
El 4 de septiembre de 2011 Josefina Vázquez Mota anunció su solicitud de licencia como diputada federal para dedicarse a la búsqueda de la candidatura presidencial del Partido Acción Nacional (PAN), solicitud que fue aprobada por la Cámara de Diputados el 6 de septiembre, ante lo que otro de los aspirantes, Santiago Creel, la retó a debatir públicamente, lo que fue aceptado por Vázquez Mota. El 9 de septiembre Ernesto Cordero renunció a la titularidad de la Secretaría de Hacienda y Crédito Público, iniciando al día siguiente las actividades en la búsqueda de la candidatura del PAN a la presidencia. El 22 de septiembre el gobernador de Jalisco, Emilio González Márquez, anunció que declinaba su intención de ser candidato del PAN a la presidencia debido a la imposibilidad de solicitar licencia a la gubernatura antes de los XVI Juegos Panamericanos.
El 13 de octubre, Ernesto Cordero solicitó al presidente nacional del PAN, Gustavo Madero Muñoz, la realización de debates públicos entre los aspirantes a la candidatura a la presidencia, y el 18 de octubre el comité ejecutivo nacional determinó que la elección del candidato será mediante la votación de militantes y adherentes, la convocatoria para la misma será publicada máxima el 18 de noviembre y las precampañas comenzarán el 18 de diciembre.
El 16 de noviembre se anunció que la convocatoria para la elección del candidato presidencial será publicada al día siguiente, lo que ocurrió efectivamente el 17 de noviembre, la convocatoria contempla que de registrarse tres o más aspirantes se realizaría una elección el 5 de febrero y si ninguno de los contendientes obtuviera más del 50% de los votos entonces se realizaría una segunda vuelta dos semanas después entre los dos candidatos con mayor votación, de ser solo dos los aspirantes registrados entonces se realizaría una única elección el 19 de febrero de 2012. Ante ello, Josefina Vázquez Mota anunció que pediría al presidente nacional que buscara adelantar la definición del candidato, lo que fue rechazado por el titular de la comisión de elecciones José Espina Von Roehrich.
Otras cuatro personas manifestaron su intención de participar en el proceso interno, Javier Livas Cantú, quien quiere hacer una campaña política utilizando las redes sociales e Internet, Luis Eduardo Paredes Moctezuma exalcalde de Puebla, Salvador Arturo Macías Jiménez quien ha sido aspirante a diputaciones locales, nacionales y a la dirigencia nacional del partido,[cita requerida] José Hugo Díaz García de Durango quien participó sin éxito como precandidato del PAN en 2005 cuando no consiguió las firmas de apoyo suficientes para entrar a la elección interna, e inició una huelga de hambre para en esta ocasión conseguir su objetivo. Javier Lozano Alarcón, exsecretario del trabajo, también manifestó su intención de ser candidato asegurando ser el "Gallo azul" ,  declinando después sus aspiraciones  . Alonso Lujambio. exsecretario de educación pública, expreso su intención de buscar la candidatura, para declinar tiempo después.
El 12 de diciembre de 2011 se registró formalmente la primera aspirante, Josefina Vázquez Mota.
El 17 de diciembre la Comisión Nacional de Elecciones avaló los registros de Santiago Creel Miranda, Ernesto Cordero Arroyo y Josefina Vázquez Mota, quienes con ello se convierte oficialmente en precandidatos y están en posibilidad de hacer campaña aparte del 18 de diciembre rumbo a la elección interna del 5 de febrero, así mismo, se rechazaron las solicitudes de registro de Javier Livas Cantú y de Luis Eduardo Paredes Moctezuma por no sustentar la firmas requeridas en la convocatoria. Por lo que Paredes Moctezuma anunció que impugnaría su rechazo. Sin embargo, el 30 de diciembre de 2011 La Sala Superior del Tribunal Electoral del Poder Judicial de la Federación (TEPJF) declaró fundada la impugnación del panista Luis Eduardo Paredes Moctezuma, quien fue rechazado por la Comisión Nacional de Elecciones del PAN en el proceso interno. Por unanimidad, los magistrados consideraron que el partido no ofreció suficientes razones para declinar el registro de Paredes Moctezuma como precandidato presidencial y fijaron un plazo de cinco días para que el órgano interno emita una nueva resolución debidamente fundada .
El 5 de febrero de 2012 se realizó el proceso interno de selección de candidato presidencial del Partido Acción Nacional. Con el 86.7% de los centros de votación computados, Josefina Vázquez Mota se convirtió en la candidata presidencial del PAN con el 55% de los votos, seguida por Ernesto Cordero con el 38.1% de los votos y Santiago Creel Miranda con el 6.1%. Josefina Vázquez Mota se convierte en la Primera Candidata Presidencial del PAN.
El 12 de febrero de 2012 el Comité Ejecutivo Nacional del PAN dio a conocer los resultados oficial de su elección interna celebrada el 5 de febrero:
|  | 53.95 % |

|  | 39.97 % |

|  | 6.08 % |

|  | 98.62 % |

|  | 1.38 % |

El 11 de marzo de 2012,  en un Estadio Azul semivacío, Josefina Vázquez Mota tomó posesión como candidata oficial del Partido Acción Nacional a la Presidencia de México en el próximo proceso electoral del 1 de julio.

### Partido Revolucionario Institucional
El 19 de septiembre de 2011, trascendió que el PRI definiría el 8 de octubre el método de elección de su candidato, y en caso de ser mediante elección abierta, ésta se celebraría el 5 de febrero de 2012; el mismo día, tres días después de concluir su gestión como Gobernador del Estado de México, Enrique Peña Nieto, manifestó públicamente su intención de contender por la candidatura de su partido. Ante ello, Manlio Fabio Beltrones,  llamó a respetar los acuerdos y reglas fijadas por el partido para la elección de candidato, y negó sentirse en desventaja ante Peña, asegurando que definiría su propia aspiración hasta que iniciara el proceso oficial de selección del candidato, siendo imitado por el mismo Peña Nieto quien declara no estar en campaña y que esperará los tiempos del partido el mismo día.
El 8 de octubre de 2011 el Consejo Político Nacional del PRI aprobó por unanimidad que la elección de su candidato a la presidencia sea por consulta abierta a la población, hecho que deberá ser ratificado por los consejos políticos estatales; al día siguiente, Manlio Fabio Beltrones manifestó que primero debe de definirse el programa de gobierno que sustentaría el PRI y posteriormente elegir al candidato, como método para asegurar la unidad del partido.
El 17 de noviembre el PRI, el PVEM y el PANAL anunciaron que formaron la coalición Compromiso por México para participar en la elección a la presidencia y parcialmente al Congreso de la Unión;. El 21 de noviembre Manlio Fabio Beltrones declino su participación en la contienda por lo que Enrique Peña Nieto es el único precandidato a la presidencia inscrito en la contienda del PRI; por lo que al cerrarse el registro el 17 de diciembre, Peña Nieto recibió la constancia como candidato del PRI a la presidencia.

### Partido de la Revolución Democrática
Al rendir su quinto informe de gobierno el 21 de septiembre de 2011, Marcelo Ebrard anunció que buscaría la candidatura presidencial de su partido, el PRD; manifestando durante la misma que el país merece lo que denominó otro rumbo, así mismo, anunció que se separaría de su cargo a partir del 1 de enero de 2012. El 2 de octubre, Andrés Manuel López Obrador anunció que si la encuesta para medir las preferencias sobre candidato de la izquierda no lo favorecía no sería candidato, pero por el contrario, si contaba con el respaldo estaba listo para ser candidato.
El 19 de octubre, Cuauhtémoc Cárdenas Solórzano, tres veces candidato presidencial, manifestó que no se descartará para la candidatura presidencial del PRD, siempre y cuando existieran condiciones para ganar la elección constitucional y no tuviera que competir contra los aspirantes que ya manifestaron su intención de participar, Ebrard y López Obrador; ante ello, Marcelo Ebrard manifestó que las aspiraciones de Cárdenas no afectan el proceso interno de selección de candidato del PRD y que buscará dialogar personalmente con él sobre sus aspiraciones.
El 27 de octubre Marcelo Ebrard manifestó ya haber acordado con Andrés Manuel López Obrador la realización de la encuesta definitoria del candidato izquierdista, argumentado en consecuencia que el PRD tendrá candidato antes del 15 de noviembre; así mismo, se mostró confiado de que López Obrador reconozca los resultados de las encuestas en caso de no serle favorables.
El 1 de noviembre se anunció que las encuestas para definir al candidato serían realizadas por las empresas Nodos Investigación + Estrategia y Covarrubias y Asociados, y Marcelo Ebrard indicó que serían muy bien hechas para evitar conflictos, sin embargo, la secretaria general del PRD Dolores Padierna, declaró temer que dichas encuestas estuvieran cuchareadas a favor de uno de los aspirantes. El 15 de noviembre se dieron a conocer los resultados de la encuesta, resultando ganador de ella Andrés Manuel López Obrador y recibiendo en consecuencia el apoyo de Marcelo Ebrard, resultados que fueron reconocidos por el PRD que anunció que en su momento elegiría y registraría como tal a López Obrador. El 16 de marzo del 2012 Andrés Manuel López Obrador rindió protesta como candidato presidencial del PRD en el Polyforum Siqueiros ante el Consejo Nacional del partido.

### Partido Verde Ecologista de México
El 24 de septiembre de 2011 el exlíder del PVEM, Jorge Emilio González Martínez, anunció que la comisión política del partido había decidido postular a Enrique Peña Nieto como su candidato a la presidencia, ante lo que este agradeció el apoyo pero manifestó que se habría de esperar los tiempos marcados por el Partido Revolucionario Institucional para la elección del candidato.

### Partido del Trabajo
El 17 de noviembre de 2011 en voz de Alejandro González Yáñez el PT anunció que aceptaba la postulación de Andrés Manuel López Obrador a la presidencia, pero a la vez contemplaba la posibilidad de registrar a su dirigente nacional Alberto Anaya con el fin de que se pueda realizar precampaña. Horas después, señaló que esa posibilidad la tenían pensada algunos integrantes, como una alternativa para aprovechar los tiempos electorales en radio y televisión, sin que se haya contemplado como viable.

### Movimiento Ciudadano
El 16 de noviembre de 2011 el pleno de Movimiento Ciudadano acordó ir en coalición electoral con el PRD y en su momento registrar la candidatura presidencial de Andrés Manuel López Obrador.
El 11 de marzo de 2012, en el Teatro Metropólitan, Andrés Manuel López Obrador tomó posesión cómo candidato oficial del partido Movimiento Ciudadano a la presidencia de México en el próximo proceso electoral del 1 de julio, uno de los partidos que conforman el Movimiento Progresista.

### Nueva Alianza
Humberto Moreira, como líder nacional del Partido Revolucionario Institucional anunció que le interesaría contar con el apoyo del Nueva Alianza para la elección.
El 16 de noviembre de 2011 el consejo nacional de Nueva Alianza aprobó por unanimidad ir en coalición electoral total con el PRI y el PVEM. Sin embargo, el 20 de enero de 2012, el presidente del partido Nueva Alianza, Luis Castro Obregón, aclaró que rompe la alianza con el Partido Revolucionario Institucional, debido a desacuerdos por cuotas de candidaturas con el PRI y el Partido Verde Ecologista de México. Para así tener sus propios candidatos para la elección federal, donde fue seleccionado Gabriel Quadri de la Torre como aspirante a la Presidencia de la República. Quadri se registró el 15 de marzo como candidato oficial por Nueva Alianza.

## Encuestas de opinión
Las campañas iniciaron el 30 de marzo de 2012. El PAN definió a Josefina Vázquez Mota (JVM) como candidata por su proceso interno del 5 de febrero de 2012.[cita requerida] El PRI-PVEM definió a Enrique Peña Nieto (EPN) el 21 de noviembre de 2011 tras la declinación de Manlio Fabio Beltrones.[cita requerida] El PRD-PT-MC definió a Andrés Manuel López Obrador (AMLO) el 15 de noviembre de 2011 cuando se anunció que las encuestas lo favorecían y Marcelo Ebrard reconoció ese resultado.[cita requerida] Nueva Alianza definió a Gabriel Quadri (GQ) como candidato en febrero de 2012.[cita requerida]
En la mayoría de las encuestas daban gran ventaja a Peña Nieto; en un principio Vázquez Mota ocupaba el segundo lugar en las encuestas, pero fue en mayo después del debate presidencial donde fue superada por López Obrador. Otras encuestas ponían a la cabeza al excandidato López Obrador, seguido de Peña Nieto; y fueron pocas las que pusieron a Vázquez Mota lidereando estas encuestas.

### Resultados de compañías encuestadoras
La tabla muestra la preferencia efectiva (sin indecisos):
| Publicación    | Encuestadora                   |              |                |              |              | Notas                                                   |
| Publicación    | Encuestadora                   | Vázquez PAN  | Peña Nieto PRI | Obrador PRD  | Quadri PANAL | Notas                                                   |
| -------------- | ------------------------------ | ------------ | -------------- | ------------ | ------------ | ------------------------------------------------------- |
| Publicación    | Encuestadora                   |              |                |              |              | Notas                                                   |
| Noviembre/2011 | Reforma                        | 25%          | 49%            | 26%          | -            | Sin definir candidatos del PAN ni PANAL.                |
| Noviembre/2011 | Covarrubias y Asociados        | 12.6%        | 56.3%          | 31%          | -            | Sin definir candidatos del PAN ni PANAL.                |
| Febrero/2012   | Grupo Impacto Inteligente 360° | 34.4%        | 47.4%          | 18.2%        | -            | Sin definir candidatos del PAN ni PANAL.                |
| Febrero/2012   | Consulta Mitofsky              | 29.5%        | 48.5%          | 21%          | 1%           |                                                         |
| Febrero/2012   | Buendia & Laredo               | 32%          | 48%            | 20%          | 0%           |                                                         |
| Febrero/2012   | Covarrubias y Asociados        | 27.2%        | 42.3%          | 30.2%        | 0.3%         |                                                         |
| Febrero/2012   | Ipsos/Bimsa                    | 30%          | 45%            | 25%          | 0.0%         |                                                         |
| Marzo/2012     | Uno TV/María de las Heras      | 27.4%        | 44.0%          | 27.4%        | 1.2%         |                                                         |
| Marzo/2012     | Grupo Impacto Inteligente 360° | 32.6%        | 44.9%          | 22.5%        | -            | Sin datos sobre el PANAL.                               |
| Marzo/2012     | Reforma                        | 32%          | 45%            | 22%          | 1%           |                                                         |
| Abril/2012     | Uno TV/María de las Heras      | 30.6%        | 38.9%          | 29.2%        | 1.3%         | Realización 24-27 mar.                                  |
| Abril/2012     | OEM-Parametría                 | 25%          | 51%            | 23%          | 1%           | Mediados de abr.                                        |
| Abril/2012     | BGC-Excelsior                  | 29%          | 50%            | 20%          | 1%           | Realizada del 9 al 12 abr.                              |
| Abril/2012     | GEA/ISA-Milenio                | 27.9%        | 48.5%          | 22.7%        | 0.9%         |                                                         |
| Abril/2012     | El Universal/Buendía & Laredo  | 22.9%        | 54.3%          | 21.4%        | 1.4%         |                                                         |
| Abril/2012     | Consulta Mitofsky              | 26.9%        | 50.1%          | 22.3%        | 0.7%         |                                                         |
| Abril/2012     | Covarrubias y Asociados        | 22%          | 42%            | 24%          | 1%           | Datos del 23 abr. 2012.                                 |
| Abril/2012     | BGC-Excelsior                  | 28%          | 47%            | 23%          | 2%           | Realizada del 19 al 25 abr.                             |
| Abril/2012     | OEM-Parametría                 | 26%          | 49%            | 24%          | 1%           | Del 30 abr. 2012.                                       |
| Mayo/2012      | GEA/ISA-Milenio                | 26.1%        | 51.2%          | 21.1%        | 1.6%         | Publicada el 1.º may. 2012.                             |
| Mayo/2012      | Consulta Mitofsky              | 28%          | 48%            | 23%          | 1%           | Publicada el 1.º may. 2012.                             |
| Mayo/2012      | El Sol de México/Parametría    | 26%          | 49%            | 24%          | 1%           | Publicada a una semana antes del debate.                |
| Mayo/2012      | El Universal/Buendía & Laredo  | 22.9%        | 54.3%          | 21.4%        | 1.4%         | Publicada el 6 de mayo, antes del debate.               |
| Mayo/2012      | GEA/ISA-Milenio                | 27.6%        | 49.1%          | 21.9%        | 1.4%         | Publicada el 6 de mayo, antes del debate.               |
| Mayo/2012      | El Universal                   | 22.0%        | 36.3%          | 23.4%        | 9.5%         | Conteo rápido al cierre del debate.                     |
| Mayo/2012      | Uno TV/María de la Heras       | 17.98%       | 16.85%         | 31.46%       | 17.98%       | Conteo rápido al cierre del debate.                     |
| Mayo/2012      | El Universal/Buendía & Laredo  | 23.1%        | 49.6%          | 24.8%        | 2.1%         |                                                         |
| Mayo/2012      | Covarrubias y Asociados        | 26%          | 40%            | 30%          | 4%           |                                                         |
| Mayo/2012      | Uno TV/María de las Heras      | 26%          | 39%            | 31%          | 4%           |                                                         |
| Mayo/2012      | Reforma                        | 23%          | 38%            | 34%          | 5%           | EPN y AMLO = empate estadístico (m±2.9).                |
| Junio/2012     | Mitofsky                       | 21%          | 36%            | 25.3%        | 1.9%         |                                                         |
| Junio/2012     | GEA/ISA-Milenio                | 22.8%        | 44.8%          | 28.9%        | 3.5%         |                                                         |
| Junio/2012     | Parametria                     | 24%          | 43%            | 30%          | 3%           |                                                         |
| Junio/2012     | Reforma                        | 34.0%        | 20.0%          | 32.0%        | 8.0%         | Conteo rápido al cierre del debate.                     |
| Junio/2012     | Berumen y asociados / OUE      | 17.0 - 20.7% | 30.9 - 35.9%   | 27.3 - 31.8% | -            | Intervalos de votación probable. Sin datos sobre PANAL. |
| Junio/2012     | Covarrubias y Asociados        | 26%          | 41%            | 30%          | 3%           |                                                         |
| Junio/2012     | Uno TV/María de las Heras      | 22.93%       | 40.09%         | 32.43%       | 4.55%        |                                                         |
| Junio/2012     | Ipsos/Bimsa                    | 24%          | 41%            | 34%          | 1%           | -                                                       |
| Junio/2012     | El Universal/Buendía & Laredo  | 24.4%        | 45.0%          | 27.9%        | 2.7%         | Última encuesta previa a la elección.                   |
| Junio/2012     | BGC-Excelsior                  | 25%          | 44%            | 28%          | 3%           | Última encuesta previa a la elección.                   |
| Junio/2012     | GEA/ISA-Milenio                | 22.4%        | 46.9%          | 28.5%        | 2.2%         | Última encuesta previa a la elección.                   |

El resultado final de las urnas difirió notablemente de lo previsto por las empresas encuestadoras. Gente como John Ackerman afirmó que los resultados electorales de las elecciones generales de México, dejarían en evidencia los juegos de las encuestadoras para persuadir al voto.

### Sondeos, monitoreos y encuestas independientes
La tabla muestra la preferencia bruta (con indecisos) y efectiva (sin indecisos):
| Publicación     | Encuestadora                                                                            |             |                |             |              | Indecisos |
| Publicación     | Encuestadora                                                                            | Vázquez PAN | Peña Nieto PRI | Obrador PRD | Quadri PANAL | Indecisos |
| --------------- | --------------------------------------------------------------------------------------- | ----------- | -------------- | ----------- | ------------ | --------- |
| Publicación     | Encuestadora                                                                            |             |                |             |              | Indecisos |
| Noviembre/2011  | El Diario de Ciudad Juárez (Vía Web)                                                    | 33%         | 29%            | 38%         | -            | -         |
| Enero/2012      | Revista EMET (En Plazas Públicas)                                                       | 16.16%      | 22.89%         | 27.95%      | -            | 33.0%     |
| Enero/2012      | UNOTV/Grupo Impacto Inteligente 360° (en redes sociales)                                | 19.65%      | 11.06%         | 24.82%      | -            | 31.65%    |
| Febrero/2012    | La Crónica de Baja California (Vía Web)                                                 | 2.09%       | 24.69%         | 71.13%      | 2.09%        | -         |
| Febrero/2012    | El Imparcial de Hermosillo (Vía Web)                                                    | 31.51%      | 24.81%         | 41.63%      | 2.05%        | -         |
| Febrero/2012    | Revista EMET (En Plazas Públicas)                                                       | 20.73%      | 20.17%         | 26.55%      | -            | 32.55%    |
| Marzo/2012      | Revista EMET (En Plazas Públicas)                                                       | 20.40%      | 23.87%         | 30.48%      | 0.58%        | 24.00%    |
| Abril/2012      | Urna abierta (Vía Web) (En redes sociales.)                                             | 30.8%       | 30.7%          | 36.9%       | -            | -         |
| Abril/2012      | El menos peor (Vía Web) (En redes sociales.)                                            | 26.33%      | 10.10%         | 63.57%      | -            | -         |
| Abril/2012      | Univision (Vía Web) (En redes sociales.)                                                | 11%         | 6%             | 78%         | -            | 5%        |
| Abril/2012      | El Imparcial (Vía Web)                                                                  | 29%         | 22%            | 47%         | 2%           | -         |
| Abril/2012      | SNTE-PANAL (Cara a Cara)                                                                | 16%         | 31%            | 40%         | 4%           | 8%        |
| Mayo/2012       | El menos peor (Vía Web)                                                                 | 24.04%      | 9.38%          | 66.58%      | -            | -         |
| Mayo/2012       | Urna abierta (Vía Web)                                                                  | 28.9%       | 28.7%          | 40.8%       | -            | -         |
| Mayo/2012       | SNTE-PANAL (Cara a Cara)                                                                | 17%         | 29%            | 41%         | 4%           | 8%        |
| Mayo/2012       | UNAM (Urna Simulada)                                                                    | 4.33%       | 5.19%          | 85.61%      | 4.87%        | 8%        |
| Mayo/2012       | Radio sin Lema (en redes sociales)                                                      | 5.00%       | 2.00%          | 90.00%      | 1.00%        | 2%        |
| 13-19 mayo/2012 | La Jornada/(Monitereo en Twitter)                                                       | 32.77%      | 21.88%         | 40.45%      | -            | -         |
| Mayo/2012       | Revista EMET (en plazas públicas)                                                       | 14.99%      | 21.16%         | 39.29%      | 4.00%        | 20.28%    |
| Junio/2012      | Revista EMET (en plazas públicas)                                                       | 21.88%      | 22.94%         | 32.05%      | 3.61%        | 10.42%    |
| Junio/2012      | Urna abierta (Vía Web)                                                                  | 26.8%       | 26.4%          | 45.6%       | 0.4%         | -         |
| Junio/2012      | Kapitolio(Monitoreo en Red)                                                             | 16%         | 37%            | 43%         | -            | -         |
| Junio/2012      | SNTE-PANAL (Cara a Cara)                                                                | 20%         | 30%            | 37%         | 3%           | 8%        |
| Junio/2012      | Elección 2012 México (Vía Web)                                                          | 37%         | 36%            | 24%         | 3%           | -         |
| Junio/2012      | UNAM, Universidad Harvard y la Universidad Autónoma de Guadalajara (en plazas públicas) | 28%         | 25%            | 27%         | 3%           | 17%       |

## Elección de presidente de la República

### Candidatos a la presidencia
Los siete partidos políticos nacionales con registro ante el Instituto Federal Electoral, tendrán posibilidad de registrar candidato a Presidente de México, lo podrán hacer de manera individual o mediante la constitución de coaliciones electorales.
| Partido o coalición |                                    | Compromiso por México                 | Movimiento Progresista                | Nueva Alianza              |
| ------------------- | ---------------------------------- | ------------------------------------- | ------------------------------------- | -------------------------- |
| Partido o coalición | PVEM                               |                                       |                                       | Nueva Alianza              |
| Candidatos          | Josefina Vázquez Mota              | Enrique Peña Nieto                    | Andrés Manuel López Obrador           | Gabriel Quadri de la Torre |
| Lema                | Diferente / La Mujer tiene palabra | Mi compromiso es contigo y con México | El cambio verdadero está en tus manos | ¿Contamos contigo?         |

El 6 de marzo de 2012, Manuel Clouthier Carrillo manifestó su intención de ser candidato independiente a la Presidencia de México, sin embargo tanto la Constitución Política de los Estados Unidos Mexicanos en el Artículo 116, fracción IV, inciso e; como el Código Federal de Instituciones y Procedimientos Electorales en el Artículo 218, párrafo 1; establecen como derecho exclusivo de los partidos políticos el registro de candidatos a puestos de elección popular, por lo tanto no puede existir candidaturas independientes, ante lo cual el IFE manifestó que se verá imposibilidado a registrarlo como tal en caso de llegar a solicitarlo.

### Resultados por candidato
|  | 38.21 % |

|  | 31.61 % |

|  | 25.39 % |

|  | 2.29 % |

|  | 0.05 % |

|  | 97.53 % |

|  | 2.47 % |

|  | 100.00 % |

|  | 63.08 % |

### Resultados por partido
|  | 33.44 % |

|  | 5.73 % |

|  | 39.17 % |

|  | 22.74 % |

|  | 5.31 % |

|  | 4.36 % |

|  | 32.41 % |

|  | 26.03 % |

|  | 2.34 % |

|  | 0.05 % |

|  | 97.53 % |

|  | 2.47 % |

|  | 100.00 % |

|  | 63.08 % |

### Resultados por estado
| Entidad             | Vázquez Mota PAN | Peña Nieto CpM | López Obrador MP | Quadri PANAL |
| ------------------- | ---------------- | -------------- | ---------------- | ------------ |
| Aguascalientes      | 152,543          | 190,774        | 102,626          | 33,705       |
| Baja California     | 338,796          | 463,350        | 389,922          | 34,893       |
| Baja California Sur | 75,066           | 104,750        | 63,177           | 4,940        |
| Campeche            | 107,881          | 149,210        | 102,368          | 9,707        |
| Coahuila            | 428,998          | 464,775        | 233,818          | 27,833       |
| Colima              | 101,083          | 123,676        | 68,009           | 4,855        |
| Chiapas             | 325,666          | 933,502        | 634,086          | 47,943       |
| Chihuahua           | 328,048          | 618,638        | 301,539          | 48,219       |
| Distrito Federal    | 844,110          | 1,258,169      | 2,568,944        | 87,332       |
| Durango             | 194,052          | 320,361        | 141,162          | 15,407       |
| Guanajuato          | 944,158          | 929,495        | 297,980          | 62,920       |
| Guerrero            | 153,627          | 530,071        | 660,554          | 20,163       |
| Hidalgo             | 215,101          | 517,005        | 411,980          | 50,197       |
| Jalisco             | 1,098,252        | 1,362,790      | 769,771          | 93,506       |
| México              | 1,250,707        | 2,966,110      | 2,339,725        | 160,462      |
| Michoacán           | 337,512          | 710,302        | 517,114          | 34,427       |
| Morelos             | 157,027          | 295,734        | 363,280          | 19,036       |
| Nayarit             | 82,970           | 221,408        | 145,640          | 8,907        |
| Nuevo León          | 800,099          | 666,990        | 441,450          | 62,159       |
| Oaxaca              | 290,645          | 555,650        | 695,683          | 18,330       |
| Puebla              | 640,977          | 854,382        | 859,110          | 56,040       |
| Querétaro           | 288,343          | 330,726        | 192,444          | 20,285       |
| Quintana Roo        | 111,303          | 179,009        | 226,054          | 10,362       |
| San Luis Potosí     | 346,576          | 428,797        | 263,762          | 32,282       |
| Sinaloa             | 295,585          | 551,140        | 278,805          | 22,584       |
| Sonora              | 342,168          | 430,139        | 265,999          | 16,125       |
| Tabasco             | 65,018           | 346,383        | 646,981          | 5,766        |
| Tamaulipas          | 597,387          | 491,021        | 280,834          | 31,465       |
| Tlaxcala            | 98,450           | 184,247        | 210,177          | 15,993       |
| Veracruz            | 1,203,157        | 1,201,324      | 1,035,790        | 50,750       |
| Yucatán             | 394,197          | 440,011        | 177,696          | 18,131       |
| Zacatecas           | 122,416          | 338,653        | 161,907          | 21,431       |
| Voto en el exterior | 17,169           | 6,359          | 15,878           | 829          |
| Total               | 12,732,630       | 19,158,592     | 15,848,827       | 1,146,085    |

| Entidad             | Vázquez Mota PAN | Peña Nieto CpM | López Obrador MP | Quadri PANAL |
| ------------------- | ---------------- | -------------- | ---------------- | ------------ |
| Aguascalientes      | 31,80%           | 39,77%         | 21,40%           | 7,03%        |
| Baja California     | 27,20%           | 36,99%         | 31,15%           | 2,80%        |
| Baja California Sur | 29,69%           | 41,50%         | 24,92%           | 1,96%        |
| Campeche            | 28,30%           | 39,20%         | 27,17%           | 2,60%        |
| Coahuila            | 37,13%           | 40,23%         | 20,24%           | 2,41%        |
| Colima              | 33,96%           | 41,55%         | 22,85%           | 1,63%        |
| Chiapas             | 16,78%           | 48,09%         | 32,66%           | 2,47%        |
| Chihuahua           | 25,30%           | 47,72%         | 23,26%           | 3,72%        |
| Distrito Federal    | 17,44%           | 25,95%         | 52,84%           | 1,81%        |
| Durango             | 28,92%           | 47,75%         | 21,04%           | 2,30%        |
| Guanajuato          | 41,00%           | 40,33%         | 12,95%           | 2,72%        |
| Guerrero            | 11,26%           | 38,85%         | 48,41%           | 1,48%        |
| Hidalgo             | 17,50%           | 42,27%         | 33,65%           | 4,10%        |
| Jalisco             | 33,04%           | 40,99%         | 23.16%           | 2,81%        |
| México              | 18,62%           | 44,16%         | 34,83%           | 2,39%        |
| Michoacán           | 21,10%           | 44,41%         | 32,33%           | 2,15%        |
| Morelos             | 18,40%           | 34,59%         | 42,38%           | 2,22%        |
| Nayarit             | 17,73%           | 47,01%         | 30,98%           | 1,92%        |
| Nuevo León          | 39,22%           | 33,08%         | 22,01%           | 3,10%        |
| Oaxaca              | 18,10%           | 34,65%         | 43,33%           | 1,14%        |
| Puebla              | 25,85%           | 34,44%         | 34,56%           | 2,27%        |
| Querétaro           | 34,67%           | 39,76%         | 23,14%           | 2,44%        |
| Quintana Roo        | 21,13%           | 33,99%         | 42,92%           | 1,97%        |
| San Luis Potosí     | 32,35%           | 40,02%         | 24,62%           | 3,01%        |
| Sinaloa             | 25,07%           | 46,65%         | 23,57%           | 1,97%        |
| Sonora              | 32,45%           | 40,79%         | 25,23%           | 1,53%        |
| Tabasco             | 6,11%            | 32,55%         | 60,80%           | 0,54%        |
| Tamaulipas          | 42,65%           | 35,06%         | 20,05%           | 2,25%        |
| Tlaxcala            | 18,87%           | 35,47%         | 40,43%           | 3,05%        |
| Veracruz            | 34,92%           | 34,87%         | 30,06%           | 0,15%        |
| Yucatán             | 38,27%           | 42,72%         | 17,25%           | 1,76%        |
| Zacatecas           | 19,00%           | 52,55%         | 25,12%           | 3,33%        |
| Voto en el exterior | 42,67%           | 15,80%         | 39,46%           | 2,06%        |
| Total               | 26,05%           | 39,19%         | 32,42%           | 2,34%        |

### Presidente electo de México
El 30 de agosto de 2012 se declara triunfador al candidato presidencial Enrique Peña Nieto para el período 2012-2018

## Resultados para el Congreso de la Unión

### Senado de la República
Las alianzas electorales no fueron mantenidas en las cámaras legislativas, por lo cual cada partido político formó su propia bancada, dando como resultado una modificación de la proporción de legisladores por partido.
|  | 26.59 % |

|  | 31.37 % |

|  | 6.06 % |

|  | 4.38 % |

|  | 3.41 % |

|  | 32.65 % |

|  | 39.16 % |

|  | 26.11 % |

|  | 17.63 % |

|  | 5.48 % |

|  | 4.92 % |

|  | 2.98 % |

|  | 4.26 % |

|  | 2.75 % |

|  | 35.29 % |

|  | 28.84 % |

|  | 27.87 % |

|  | 27.81 % |

|  | 3.91 % |

|  | 3.91 % |

|  | 0.28 % |

|  | 0.28 % |

|  | 94.44 % |

|  | 94.48 % |

|  | 5.56 % |

|  | 5.52 % |

|  | 100.00 % |

|  | 100.00 % |

|  | 63.31 % |

|  | 62.85 % |

Fuente: Consejo General del Instituto Federal Electoral .

### Cámara de Diputados
|  | 33.57 % |

|  | 31.33 % |

|  | 6.41 % |

|  | 4.27 % |

|  | 4.34 % |

|  | 39.98 % |

|  | 39.94 % |

|  | 19.34 % |

|  | 17.32 % |

|  | 4.83 % |

|  | 2.90 % |

|  | 4.21 % |

|  | 2.72 % |

|  | 5.42 % |

|  | 28.38 % |

|  | 28.36 % |

|  | 27.26 % |

|  | 27.34 % |

|  | 4.29 % |

|  | 4.29 % |

|  | 0.09 % |

|  | 0.07 % |

|  | 94.02 % |

|  | 94.04 % |

|  | 4.98 % |

|  | 4.96 % |

|  | 100.00 % |

|  | 100.00 % |

|  | 63.00 % |

|  | 62.66 % |

Fuente: Consejo General del Instituto Federal Electoral 
Fuente: Periódico El Universal
Fuente alterna: Opina México
Fuente: Histórico de Resultados Electorales del INE .

## Protestas
El Movimiento YoSoy132 es un movimiento social conformado en su mayoría por estudiantes de educación superior en México, tanto de instituciones públicas como privadas que busca, entre otras demandas: la democratización de los medios de comunicación y la cobertura en cadena nacional del 2.º debate entre los candidatos a la Presidencia de México, además de la organización de un tercer debate. El nombre
Las protestas realizadas en contra del entonces candidato a la Presidencia de México Enrique Peña Nieto han sido un detonante que ha puesto en marcha una cadena de manifestaciones que se han unido a este movimiento. A pesar de lo declarado en el Manifesto YoSoy132, en la práctica, no es claro cuantos movimientos han sido ya incluidos, por ejemplo #MarchaAntiEPN. Este movimiento también es llamado La Primavera Mexicana

## Proceso electoral

### Voto desde el extranjero

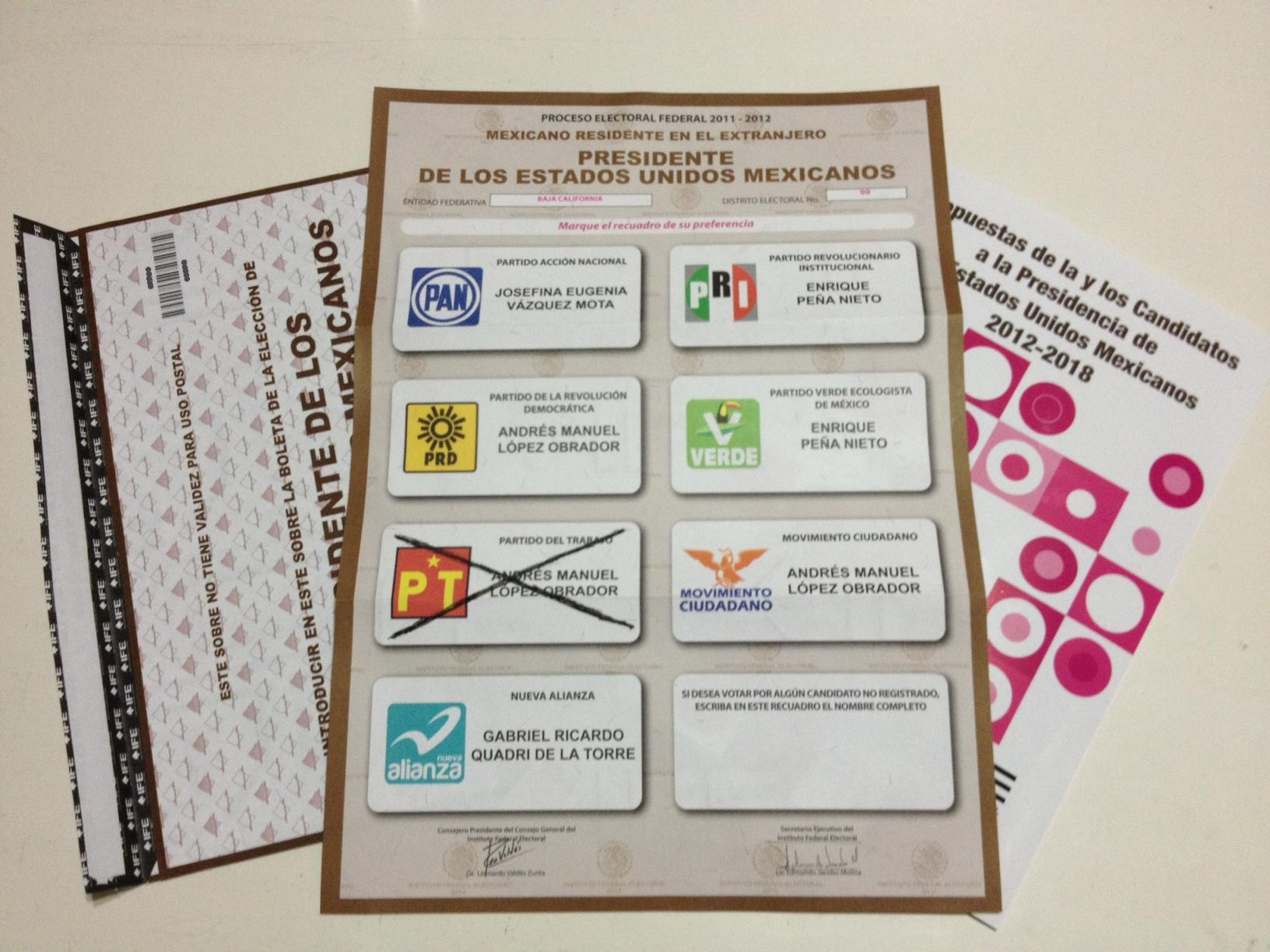
Boleta electoral para las elecciones federales de 2012 (ya marcada), junto con otros elementos del paquete electoral postal

Las elecciones federales de 2012 fueron las segundas de México en las que se permitió el voto a distancia para las personas residentes en el extranjero (a través del voto por correo), en conformidad con los artículos 313 al 339 del COFIPE.
La Lista Nominal de Electores Residentes en el Extranjero se formó con las personas que lo solicitaron al Instituto Federal Electoral entre el 1 de octubre de 2011 y el 15 de enero de 2012, y fue aprobada de manera definitiva el 15 de mayo de 2012 con 59.051 solicitudes procedentes.
Las boletas electorales fueron enviadas al extranjero del 16 de abril al 20 de mayo de 2012.

### Jornada electoral
La jornada electoral inició oficialmente el 1 de julio cerca de las 7 h (tiempo del centro) con una ceremonia cívica en la sede del IFE en el Distrito Federal, donde se izó la bandera y se entonó el himno nacional en presencia del Consejero Presidente Leonardo Valdés Zurita y otros consejeros. Las casillas se abrieron una hora después en la zona centro del país, dos en la montaña y tres en el Pacífico; esto debido a la diferencia de horarios que dividen los husos horarios -06, -07 y -08 al país.

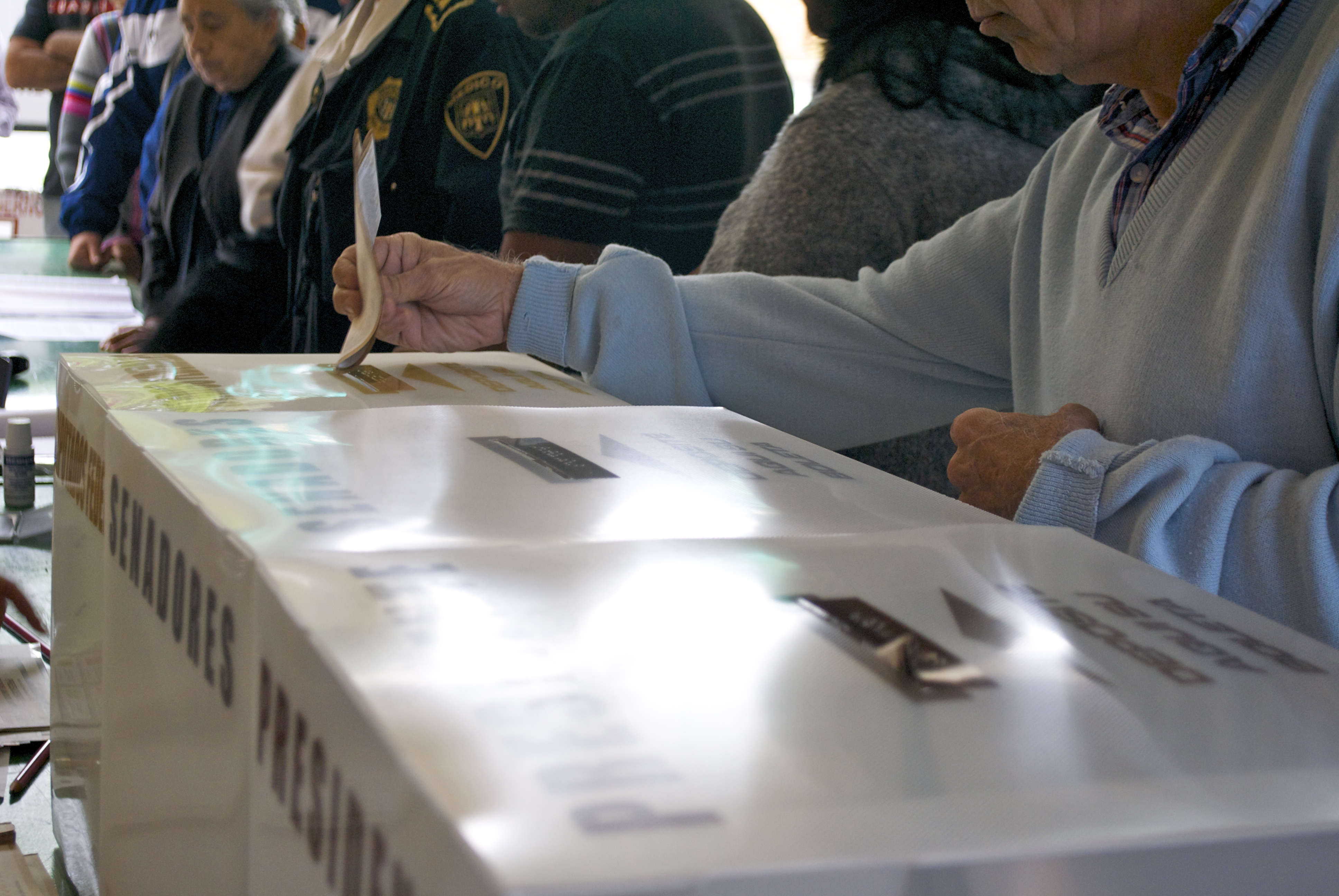
Un ciudadano emitiendo su sufragio para presidente.

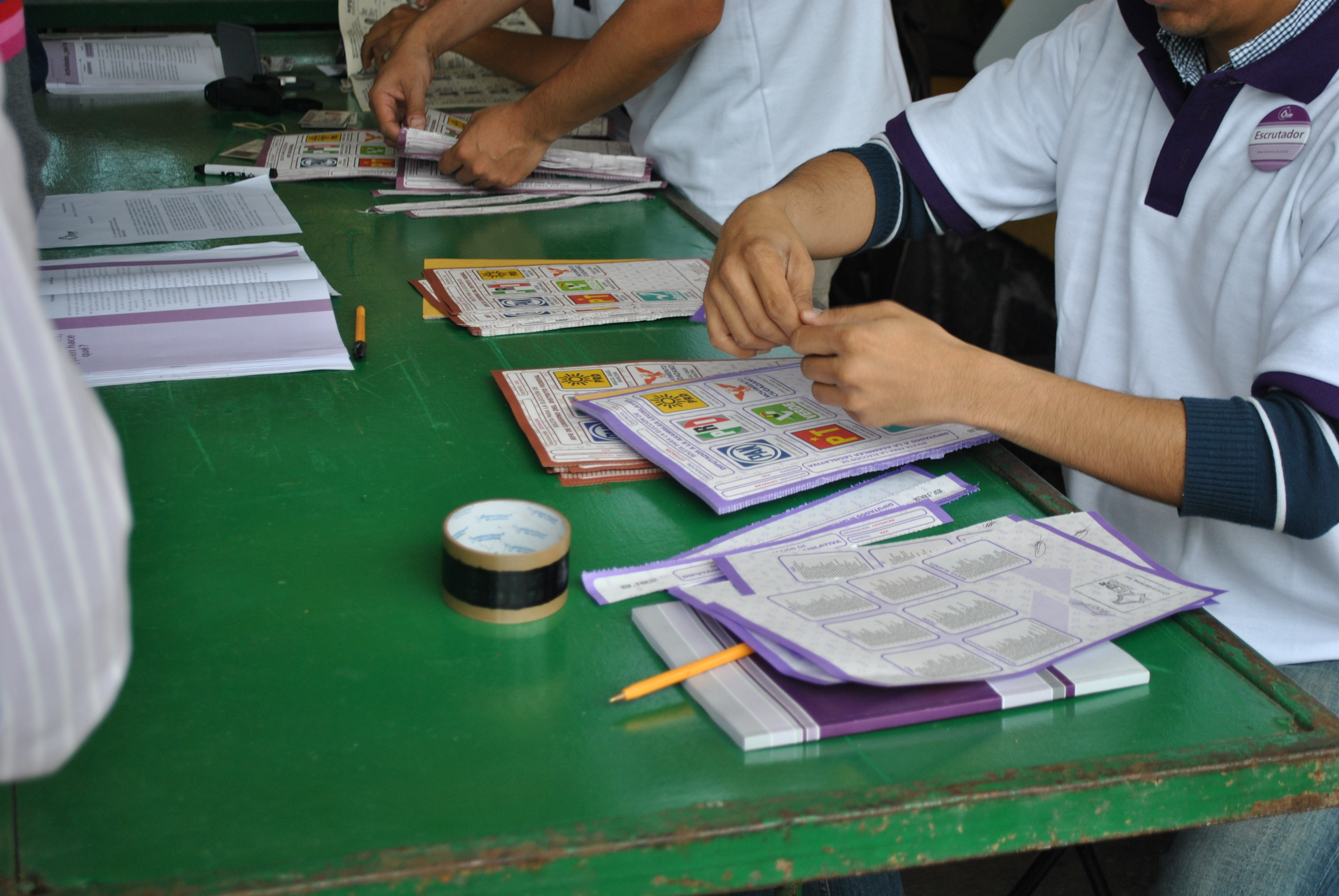
Funcionarios de casilla con las actas para la elección.

Entre las 9 y 11:30 de la mañana, los 4 candidatos votaron en diferentes casillas del Distrito Federal y el Estado de México; siendo Andrés Manuel López Obrador el primero, Josefina Vázquez la segunda, Gabriel Quadri el siguiente y Enrique Peña Nieto al final. Este último entre manifestaciones de descontento y rechazo. Para la 1 de la tarde el presidente Felipe Calderón acudió a votar junto con su familia.
10 horas después, las casillas cerraron a las 6 h de cada zona horaria. IFE registró que el 99.9% de las casillas se instalaron correctamente.

## Controversias
La comisión de vigilancia ciudadana del movimiento #YoSoy132 informó que hasta el 3 de julio habían sistematizado 1100 casos de presuntas irregularidades. Denunciaron que en algunos lugares policías robaron urnas y se presentaron balaceras, reportaron casos muy extremos de que secuestraron a representantes de casilla. En Pueblo Nuevo, Chiapas, grupos armados entran en las casillas y hay dos muertos. De San Miguel Totolopan, Guerrero, denuncias de relleno de urnas. En San Juan Chamula, Chiapas, grupos armados con metralletas disparan contra votantes. En Ensenada, Baja California, desaparición de un funcionario de casilla con 2500 boletas. Por su parte, el Consejero Presidente del IFE declaró:

México tuvo una jornada electoral ejemplar, participativa, pacífica y realmente excepcional [...] todos los procesos electorales tuvieron incidentes menores, en la mayoría de los casos, sin relación con el propio proceso, será su voto y solo su voto, lo que decida quienes ejercerán los poderes públicos en los próximos años [...] confíen en el IFE, les aseguro que cada sufragio será contado con legalidad.
Dr. Leonardo Valdés Zurita.

 Mientras se decía el candidato Enrique Peña Nieto aventaja con 16 puntos en la contienda. En algunas casillas llamadas especiales, instaladas para los electores que se encuentren en "tránsito", el número de personas que acudió a votar era muy superior al de papeletas disponibles, por lo que no pudieron ejercer su derecho al voto.

### Acusaciones de compra de votos
El candidato de la izquierda Andrés Manuel López Obrador habló explícitamente de compra de votos, el cual acusaba al candidato del PRI Enrique Peña Nieto de comprar votos por medio de tarjetas del supermercado Soriana con la marca de la CTM. El Instituto Federal Electoral ha afirmado que investigará a fondo el tema, después de recibir denuncias. Se exhibieron facturas y se comprobó la afluencia masiva de personas, así como testimonios de personas que declararon haber recibido dichas tarjetas. Sin embargo, no se emprendió ninguna investigación a gran escala que demostrara la implicación de altos cargos en estos sobornos electoralistas. Por su parte el PRI acusó al candidato de la izquierda Andrés Manuel López Obrador y a la coalición del Movimiento Progresista de un presunto montaje en el caso de las tarjetas de prepago en supermercados y prometió levantar queja penal ante la Procuraduría General de la República.
Igualmente Ana Luisa Crideli, candidata del PRI a regidora del municipio de Cárdenas, en Tabasco, fue sorprendida presuntamente comprando credenciales de voto (posteriormente emprendió la huida atropellando a dos personas, una de las cuales murió).

### Caso Monex
No obstante existieron múltiples quejas en contra de Enrique Peña Nieto, el IFE por medio de los consejeros electorales confirmaron que el PRI sí usó tarjetas Monex, pero una mayoría del Consejo General del órgano electoral declaró como sin fundamento, la queja que habían presentado los partidos PRD, PT y Movimiento Ciudadano.

### Robo de urnas
Durante el transcurso del proceso de votación se evidenciaron diversos robos de urnas con votos en distintos estados de México, por parte de personas armadas. En Monterrey, estado de Nuevo León, se confirmó el robo de tres urnas con votos. En los municipios de Chilapa de Álvarez y Cuajinicuilapa del Estado de Guerrero, por su parte, fueron robadas once urnas. También se denunció el robo de varias urnas en Tlalnepantla de Baz, una en Naucalpan (ambas del Estado de México), y robo de boletas en Pachuca de Soto, Estado de Hidalgo. Algunos de los incidentes se produjeron en medio de balaceras.